# 台北捷運土城線
土城線（どじょうせん）は、台湾新北市板橋区と土城区と結ぶ台北捷運の路線。■板南線として、板橋線・南港線に直通している。

## 運転
2022年8月現在、運行時間は始発駅基準で6:00 - 24:00で、概ね4～5分間隔（平日のラッシュ時は最短で2分15秒間隔）にて運行されているが、亜東医院駅 - 頂埔駅間は列車本数が半減する。また23:00以降は運転本数が漸減する。全ての駅のホーム上と改札周辺に、行先別に次の列車到着までの残り時間を刻々と示す案内表示が設けられている。

## 設備
駅は全て地下にあり、右側通行、第三軌条方式（直流750V）、軌間1435 mm、ATO方式、ワンマン運転である。各駅で車椅子に対応したバリアフリー化が進められている。各駅の改札内には売店や、飲料などの自動販売機は無い。

## 車両
C321型電車、C341型電車（何れもシーメンス社製）が、全て6両編成にて運行されている。車両基地は、海山駅から西に1km ほど離れた大漢渓の畔に土城機廠が設けられている。

## 歴史
- 2006年5月31日 - 開業。
- 2015年7月6日 - 永寧駅 - 頂埔駅間延伸開業。[2]

## 駅一覧
| 駅番号                                     | 駅名              | 駅名              | 駅名                                          | 接続路線・備考                | 所在地 | 所在地 |
| 駅番号                                     | 日本語            | 繁体字中国語      | 英語                                          | 接続路線・備考                | 所在地 | 所在地 |
| ------------------------------------------ | ----------------- | ----------------- | --------------------------------------------- | ----------------------------- | ------ | ------ |
| 板橋線経由 南港線 南港展覧館駅まで直通運転 |                   |                   |                                               |                               |        |        |
| BL06                                       | 府中駅 (林家花園) | 府中站 (林家花園) | Fuzhong (The Lin's Family Mansion and Garden) | 板橋線 (直通運転)             | 新北市 | 板橋区 |
| BL05                                       | 亜東医院駅        | 亞東醫院站        | Far Eastern Hospital                          |                               | 新北市 | 板橋区 |
| BL04                                       | 海山駅            | 海山站            | Haishan                                       |                               | 新北市 | 土城区 |
| BL03                                       | 土城駅            | 土城站            | Tucheng                                       | ■万大樹林線（計画中）         | 新北市 | 土城区 |
| BL02                                       | 永寧駅            | 永寧站            | Yongning                                      | ■万大樹林線(埤塘駅)（計画中） | 新北市 | 土城区 |
| BL01                                       | 頂埔駅            | 頂埔站            | Dingpu                                        | 新北捷運：■三鶯線（建設中）   | 新北市 | 土城区 |